# جامعة ليدز بيكيت
جامعة ليدز بيكيت (بالإنجليزية: Leeds Beckett University ويتم اختصارها إلى LBU)‏، وكانت تعرف سابقًا باسم «جامعة ليدز متروبوليتان» (LMU) وقبلها بـ «جامعة ليدز بوليتكنيك»، هي جامعة عامة في مدينة ليدز، بغرب يوركشاير، في إنجلترا. وتمتلك الجامعة حرمًا جامعيًا في وسط المدينة [الإنجليزية] ومدينة هيدنجلي [الإنجليزية]. وتعود أصول إنشاء الجامعة إلى عام 1824، مع تأسيس «معهد ليدز للميكانيكا». وقد تم تأسيس جامعة ليدز بوليتكنيك في عام 1970، وكانت جزءًا من هيئة التعليم المحلي [الإنجليزية] في ليدز حتى أصبحت مؤسسة مستقلة للتعليم العالي في 1 أبريل 1989. واكتسبت المؤسسة مكانتها الجامعية في عام 1992. وتم اعتماد الاسم الحالي للجامعة في سبتمبر 2014.
بلغ الدخل السنوي للمؤسسة لعام (2016 – 17) 221.4 مليون جنيهًا إسترلينيًا منها 3.4 مليون من المنح والعقود، بنفقات تقدر بـ 217.1 مليون جنيه إسترليني.

## التاريخ
- الشعار الأول: الشعار المستخدم مِن قِبل الجامعة في الثمانينات عندما كانت لا تزال تحمل اسم «ليدز بوليتكنيك».
- الشعار الثاني: الشعار الذي قامت الجامعة باستخدامه عندما كان لا يزال اسمها «جامعة ليدز ميتروبوليتان»، واستمر العمل به منذ عقد التسعينيات حتى بدايات العقد الأول من القرن الحادي والعشرين.

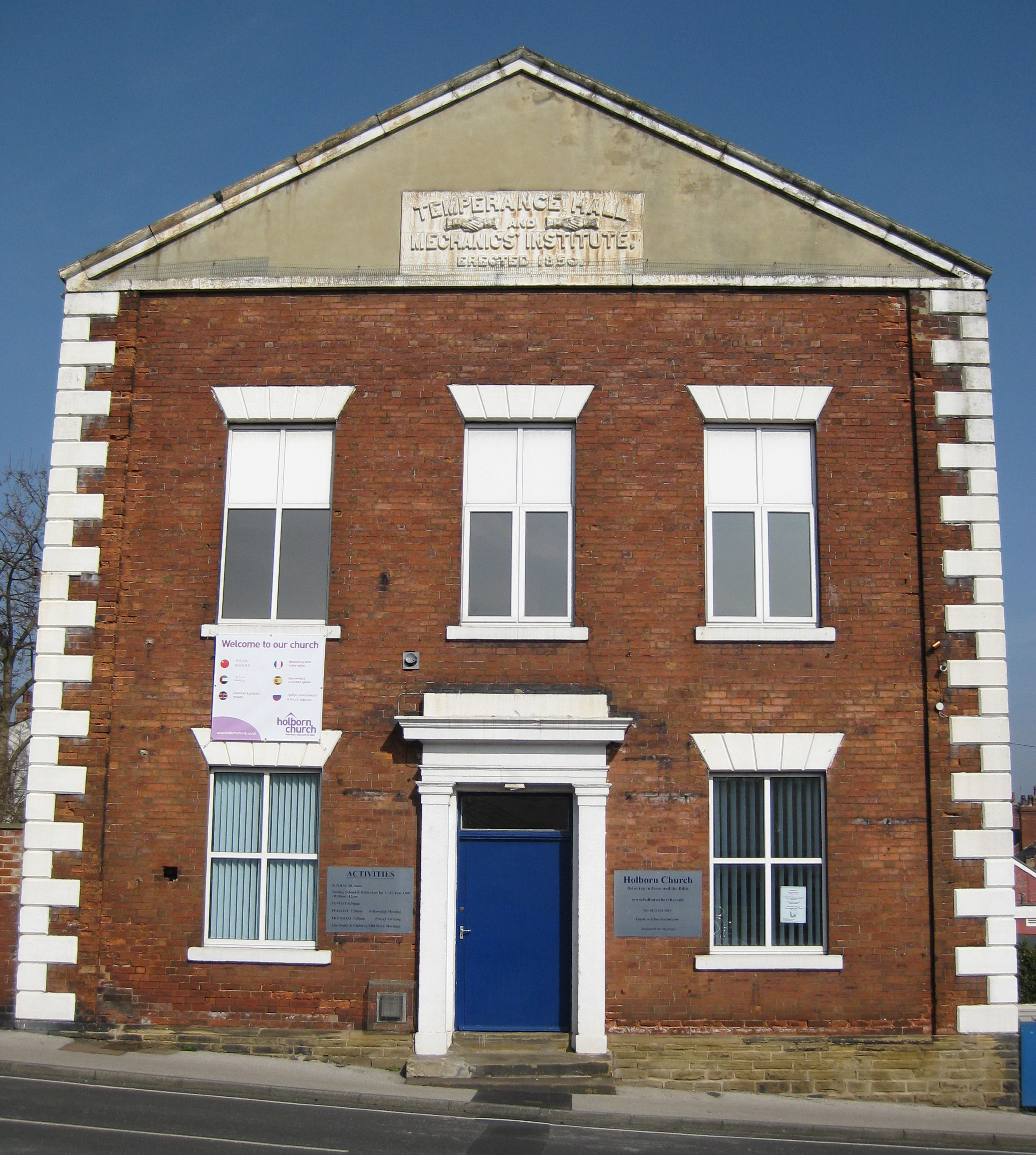
مبنى معهد ليدز للميكانيكا، بمنطقة وودهاوس

تعود أصول الجامعة لعام 1824، عندما أُسّس «معهد ليدز للميكانيكا». الذي أصبح فيما بعد معهدًا للعلوم والفنون والآداب، وتمت أعادة تسميته في عام 1927 إلى «كلية ليدز للتكنولوجيا». وفي عام 1970، قامت «كلية ليدز للتكنولوجيا» بالاندماج مع «كلية ليدز للتجارة» (تأسست في 1845)، والتي هي بالأساس جزءًا من كلا كليتي «ليدز للفنون [الإنجليزية]» (تأسست في 1846) و«كلية يوركشاير للتربية والاقتصاد المنزلي» (تأسست في 1874)، مُشكّلتًا «جامعة ليدز بوليتكنيك». وأنضمت كلا كلياتي «جيمس غراهام» و«كلية التربية بمدينة ليدز» (تأسست في عام 1907 كجزء من الكلية التدريبية بمدينة ليدز) في عام 1976 إلى «جامعة ليدز بوليتكنيك». وأصبحت جامعة بوليتكنيك في عام 1987 أحد الأعضاء المؤسسين للاتحاد الشمالي للجامعات. 
بعد أن دخل قانون التعليم العالي والتكميلي حيز التنفيذ في عام 1992؛ تحولت جامعة ليدز بوليتكنيك إلى «جامعة ليدز ميتروبوليتان»، مع إعطائها الحق في منح شهاداتها العلمية الخاصة. واندمجت الجامعة في عام 1998 مع كلية هاروغيت [الإنجليزية]، وأنشأت حرم هاروغيت الجامعي حتى عام 2008، عندما قررت كلية هاروغيت مغادرة جامعة ليدز ميتروبوليتان، والاندماج مع كلية هال. وتقدمت الجامعة في عام 2008 بطلب إلى المجلس الاستشاري الخاص بالملكة لتغير إسمها إلى «جامعة ليدز كارنيغي»؛ ولكن اِستُبعدَ في النهاية. وقامت الجامعة في عام 2009 بإنشاء شراكة مع جامعة شمال فلوريدا للبدء في برنامج لتبادل الطلاب والأساتذة. كما أبرمت الجامعة اتفاقًا مع كلية برادفورد [الإنجليزية] تقوم بموجبه بالتحقق من صحة الشهادات للكلية. 

### تغيير الاسم
تقدم مجلس الإدارة في عام 2013 بطلب إلى المجلس الاستشاري الخاص بالملكة وذلك لتغير اسم الجامعة إلى «جامعة ليدز بيكيت». ويعود تسميتها بذلك الاسم إلى إحدى الكليات المؤسسة للجامعة، بيكيت بارك [الإنجليزية]، والتي سميت بدورها على اسم السياسي ورجل الأعمال إرنست بيكيت، البارون الثاني لجريمثورب. وقد آثار ذلك المقترح بتغير الاسم السخط من جهة الطلاب. وافق المجلس الاستشاري للملكة في نوفمبر 2013 على تغير اسم الجامعة من «ليدز متروبوليتان» إلى «جامعة ليدز بيكيت». وتم تغيره رسميًا في سبتمبر 2014. وقامت الجامعة بالإبقاء على الشعارات القديمة بعد تغير الاسم، حيث جرى تعديلها لتلائم الاسم الجديد للجامعة. وعلى الرغم من تغير الاسم الرسمي لها، فلا يزال يشار إليها من قِبل السكان بأسماء مثل: "The Poly" أو "The Met".[بحاجة لمصدر] أصبح استخدام اسم "The Carnegie" أقل شيوعًا الآن من قِبل الجامعة ولكن لا يزال يحتفظ به لاستخدامه في المسائل المتعلقة بالكليات الرياضية.[بحاجة لمصدر]

## الحرم الجامعي

### حرم المدينة الجامعي
يضم هذا الموقع عددًا من المناطق الواقعة على الجانب الشمالي من قلب مدينة ليدز، ويقع معظمها بين الطريق الدائري الداخلي [الإنجليزية] لمدينة ليدز وحرم جامعة ليدز. إضافةً إلى الموقع السابق «لجامعة ليدز بوليتكنيك»، وعددًا آخر من المباني التي تم شرائها مؤخرًا. ومن ضمن المباني المتواجدة في تلك المنطقة: «مقر الإذاعة القديم — Old Broadcasting House» وهو المقر السابق للإذاعة BBC بمدينة ليدز، ومبنى "The Electric Press"، إحدى المعالم التاريخية الواقعة في منطقة "ميدان الألفية [الإنجليزية]"، ومبنى "Old School Board"، الذي يعد بمثابة مهد التعليم المدرسي بمدينة ليدز. وكان آخر ما تم اضافته لعام (2008/09) هو مبنى «روز باول» (بالإنجليزية: Rose Bowl)‏، المقر الجديد لـ «كلية ليدز للأعمال»، ويجاوره مبنى "مجلس البلدية [الإنجليزية]". وقد صُمِّمَ مبنى «روز باول» ليعكس واجهة المجلس، بالإضافة إلى مجمع «برودكاستنج بلايس»، الذي يضم بداخله برج «برودكاستنج تاور»، وتمتاز تلك المباني الجديدة بالمواءمة مع المباني الشهيرة بـ «ليدز»؛ والتي تتسم بحجارتها الحمراء، ومن المميزات التي تقدمها تلك المباني أيضًا؛ هو تقديمها المساحات التعليمية المناسبة للطلاب في «كلية الآداب والتكنولوجيا والبيئة» و «كلية الفنون والتصميم والعمارة» و «كلية الدراسات الثقافية والإنسانية»، بالإضافة للمساكن الطلابية. كما أن هناك ثلاث مبانٍ تم الاستغناء عنها بعد أن أصبحت «جامعة»، وفي البداية تم بيع مبنى «برونزويك»، الذي تم هدمه لاحقًا في عام 2008، وحل محله مبنى "ليدز أرينا [الإنجليزية]". كما وأيضًا هناك برج آخر تم بيعه ويحل محله الآن فندق "بريمير إن [الإنجليزية]". كما قامت الجامعة أيضًا بالتخلص من مبنى "Cloth Hall Court" وبيعه «لجامعة ليدز». وقد جرى إستصلاح وتجديد المباني المتبقية من ستينات القرن الماضي، والتي كانت تابعة للجامعة، في أوائل العقد الأول من القرن الحالي. 
ولقد قامت الجامعة ببناء مساكن طلابية شاهقة حول حرم المدينة الجامعي، والذي يضم كلا برجي «أوبال تاور [الإنجليزية]» و«سكاي بلازا [الإنجليزية]»، ويعد الآن أطول المباني في النصف الشمالي من وسط المدينة. 

### حرم هيدنجلي الجامعي
يقع الحرم الجامعي المكون من 100 فدان في حديقة "بيكيت بارك [الإنجليزية]"، الواقعة بمقاطعة هيدنجلي. ويتصل الحرم الجامعي بوسط المدينة عن طريق "محطة قطارات هيدنجلي [الإنجليزية]"، التي تبعد بمسافة قصيرة عن الحرم الجامعي. كما أن خطوط الحفالات المؤدية لطريقي «أوتلي رود» و«كيركستال لين» تقع أيضًا على مقربة منها.

خارطة الحرم الجامعي لـ مجمع "هيدنجلي"

#### مبنى جيمس غراهام

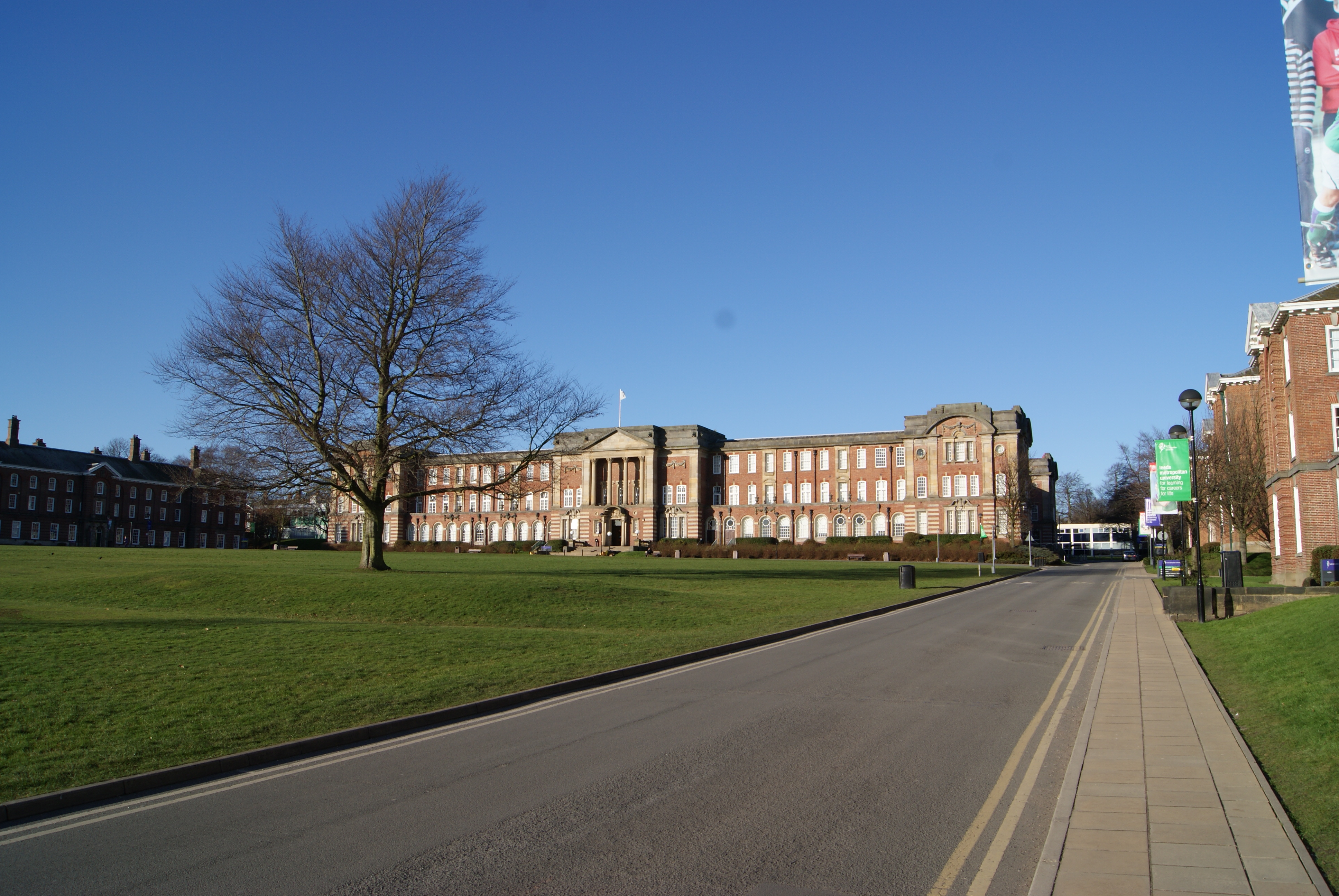
صورة تظهر مبنى «جيمس غراهام»، الذي يمكن رؤيته عبر فِناء "زي أكر – The Acre" الموجودة في حرم بيكيت بارك الجامعي.

تم إنشاء المبنى الرئيسي في عام 1912 كمجمع تعليمي للكلية التدريبية بمدينة ليدز. يقع المبنى ضمن تصنيف الدرجة الثانية، ويتكون من قوالب الحجارة الرملية، والطوب الأحمر، وصخور الأردواز، بالإضافة للسقف المصنوع من الرصاص. يتميز المبنى بالطابع «الكلاسيكي الجورجوري الحديث» الذي قام المهندس المعماري «جورج والتر أتكينسون» برسمه وتصميمه. يتصل المدخل الرئيسي للمبنى بمجموعة من السلالم التي تقل مباشرةً لممر الرواق المحاط بأربعة أعمدة كورنيثية وقوصرة أعلاه، وقد شُيّد المبنى على مساحتين داخليتين ذو «شكلٍ رباعي الزاوية». يعد الغرض الأساسي من إنشاء ذلك المبنى؛ هو استخدامه كقاعة واسعة للمحاضرات، وكان يستخدمه الجيش كمستشفى لعلاج المصابين خلال فترة الحرب العالمية الأولى والثانية. يسمى المبنى الآن على اسم السياسي «جيمس غراهام» الذي كان يشغل منصب وزير التربية والتعليم في مدينة ليدز حينها، وكان من كبار الداعمين لفكرة إنشاء كلية تقوم بتدريب المعلمين على وجه خاص، وقد شارك بشكلٍ كبير في وضع الخطط للمشروع (وكان يقوم بتمويل بعضها على نفقته الخاصة) والرقابة أيضًا عليه، كما قام كذلك باختيار جميع أسماء القاعات، باستثناء قاعة «بريستلي»، التي قامت اللجنة هي باختيار الاسم.

#### القاعات

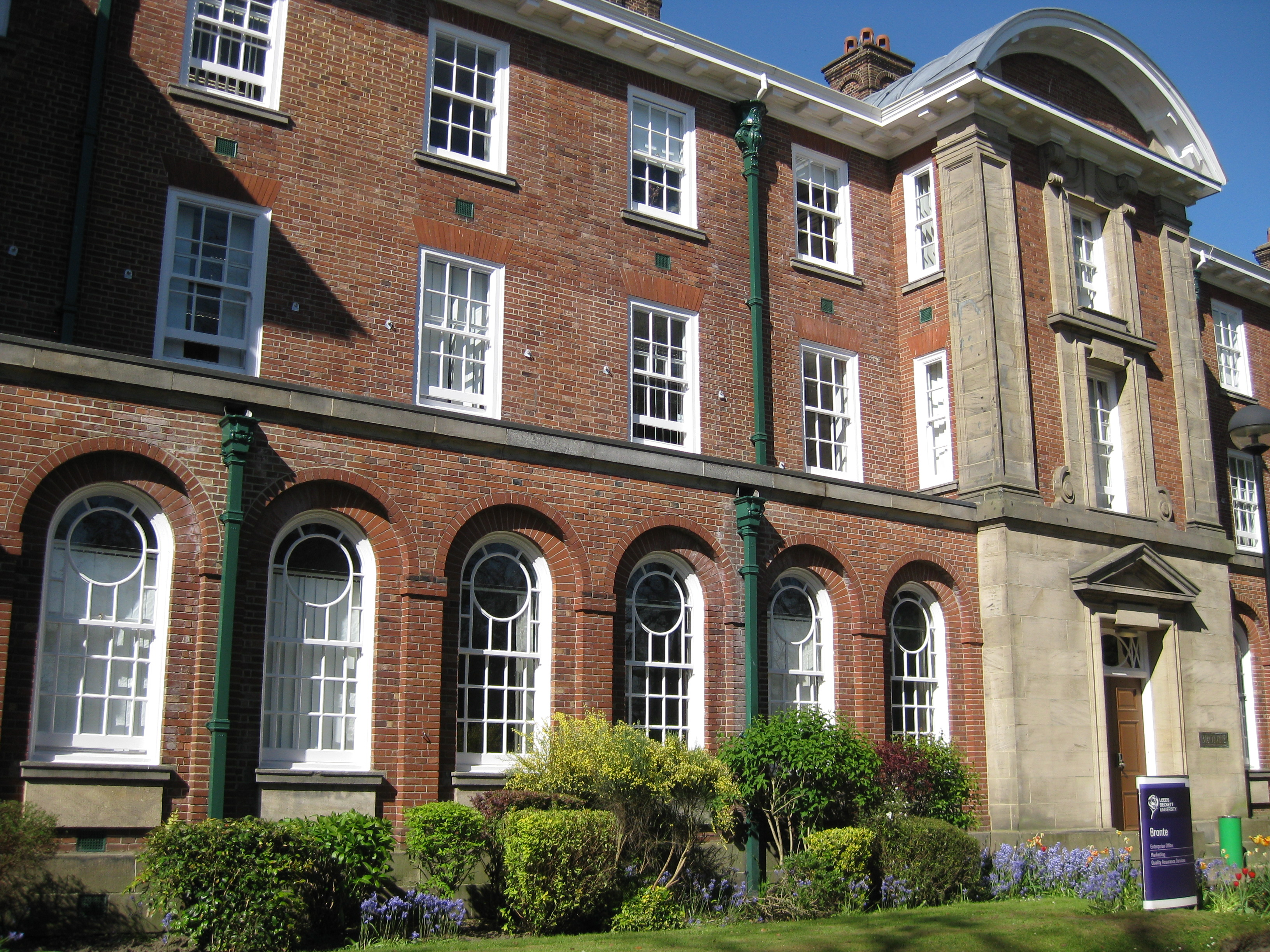
صورة تم التقطها لـ «قاعة برونتي» في عام 2017

يقع مبنى جيمس غراهام أمام حديقة كبيرة تدعى «زي أكر». ويقع على جانبي المبنى، منشآت أخرى من نفس التاريخ والمواد، والتي أقيمت في الأصل لتكون مساكن طلابية، ولكنها تحولت فيما بعد لمرافق تعليمية، تقع تلك المنشآت أيضًا من ضمن تصنيف الدرجة الثانية. كما قام المهندس المعماري «جورج والتر أتكينسون» بتصميم «قاعة برونتي»، اما باقية القاعات فقد تم تصميمها مِن قِبل أصحاب المراكز الأخرى من «مسابقة التصميم المعماري» التي تم إنشائها، وقد اِستُخدِمَ النموذج التصميمي الخاص بقاعة «برونتي» لإنشاء باقي القاعات مع السماح بإضافة بعض اللمسات الخاصة. تُستخدم القاعات الخمس التي في الشرق للنساء، والقاعتان التي في الغرب للرجال.

#### مبنى «ذا غرينغ»

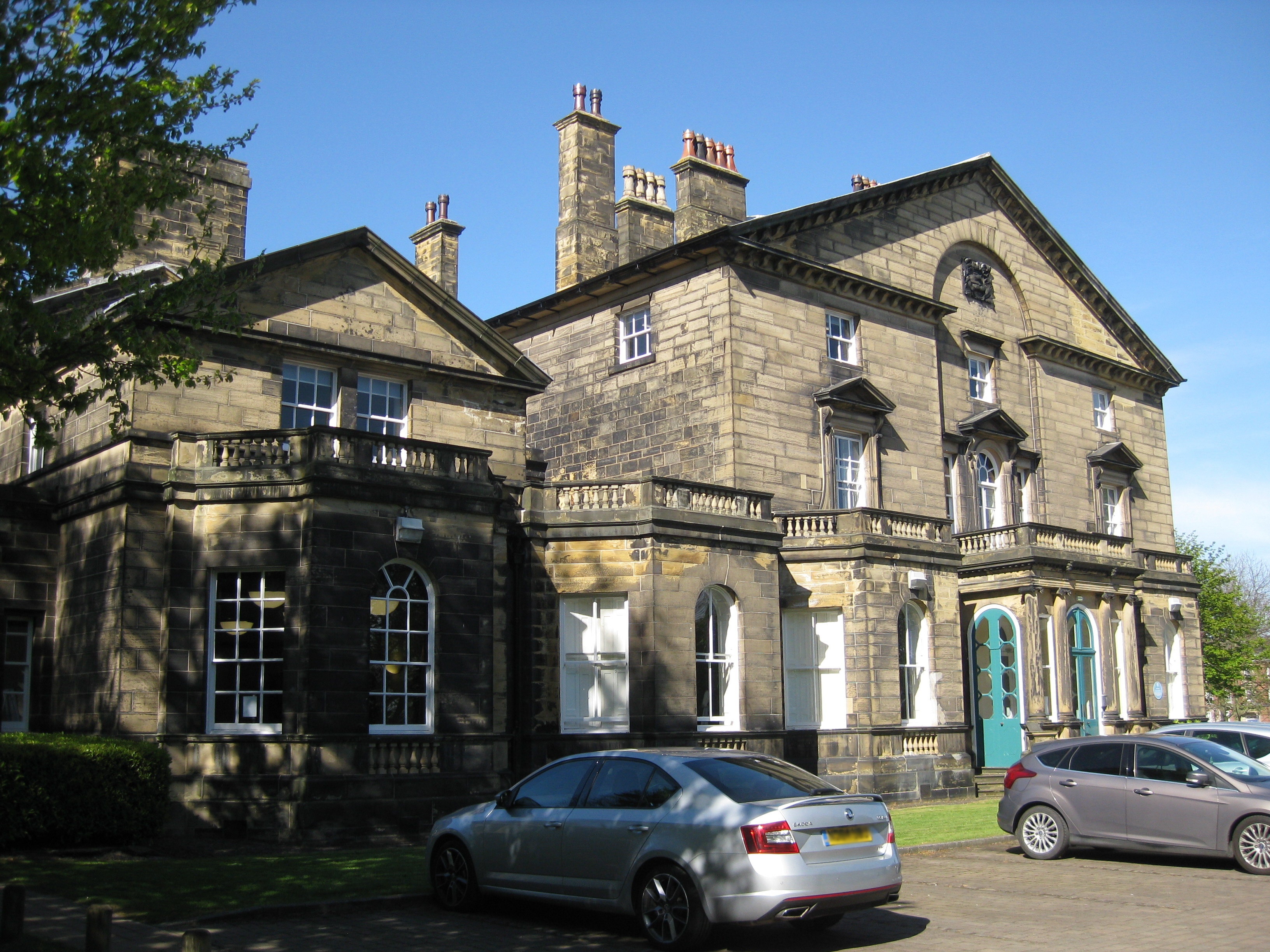
صورة التقطت لـ مبنى «ذا غرينغ» في عام 2017

يتكون ذلك المبنى التاريخي والمصنف من الدرجة الثانية من الحجر الراملي، مع أسقف مصنوعة من صخور الأردواز، وقبة مغطاة بالرصاص. ويعود تاريخ أقدم أجزاء ذلك المبنى لعام 1752، ولكن في خلال فترتي (1834–1858)، طرأت عليه بعض التغييرات الكبيرة من قِبل عائلة بيكيت، التي قامت في النهاية ببيع المبنى مع الأراضي والعقارات المجاورة لصالح شركة «ليدز كوربوريشن»؛ وذلك بغرض بناء الكلية وإنشاء حديقة عامة. كان يستخدم ذلك المبنى من قِبل الجامعة كمسكن للطلاب الذكور، ولكن قامت الجامعة فيما بعد بتحويله إلى مناطق خدمية ومساحات عمل ومكاتب لتكنولوجيا المعلومات.

### حرم كارنيجي الجامعي

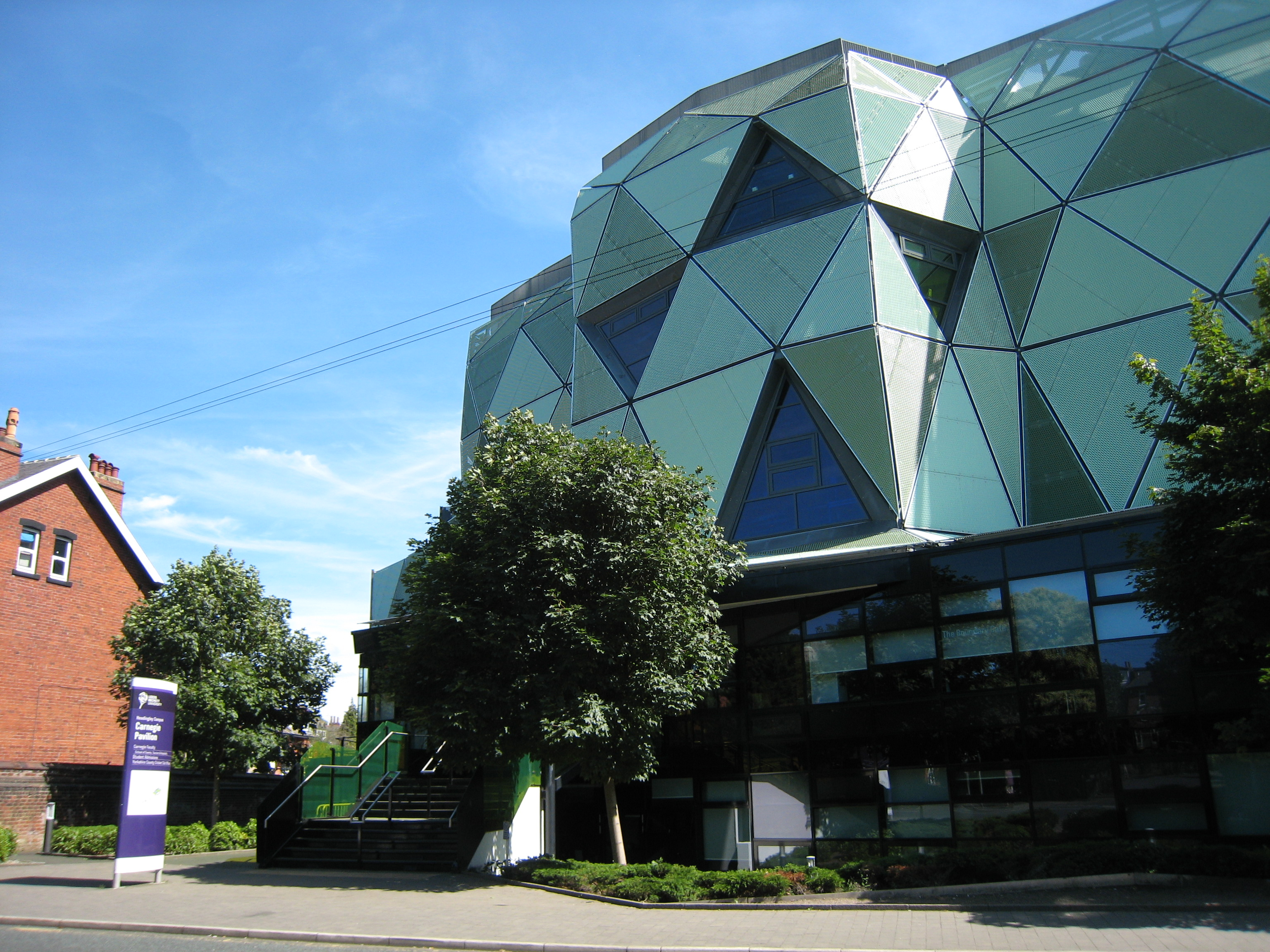
صورة لـ «جناح كارنيجي» تم التقطها في عام 2017.

امتد الحرم الجامعي في عام 2006 إلى ما هو أبعد من حدود حديقة «بيكيت بارك»، ليشمل آنذاك مدرج كارنيجي من "ملعب هيدنجلي [الإنجليزية]". يستطيع أن يتسع ذلك المدرج ثنائي الأغراض لأكثر من 4,500 متفرجًا، فضلًا عن إمكانية توفره كقاعات أو كغرف تعليمية. وبعد أن تم هدم قاعة «آر. دبليو. ريتش هول»، والتي عبارة عن منشأة سكنية للطلاب تم بناؤها في الستينيات، فقد قُرِّرَ اِفتِتَاح مجمع «كارنيجي فيليدج» في أغسطس / آب 2009، حيث يوفر أماكن إقامة داخل الحرم الجامعي لـ 479 طالبًا.

### السكن الجامعي

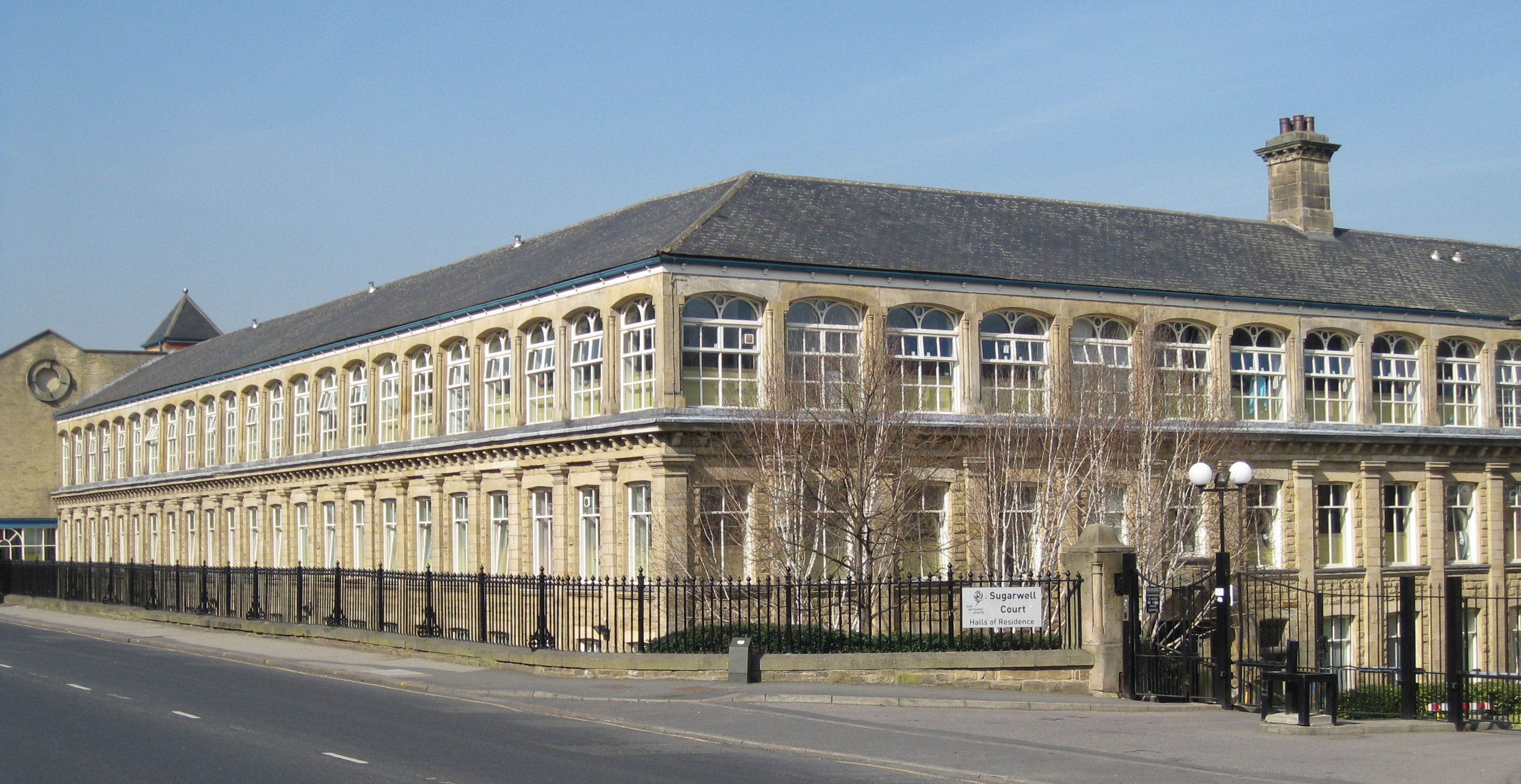
مبنى «شوجارويل كورت» السكني الواقع بضاحية «مينوود».

تقدم الجامعة ما يصل إلى 4,500 غرفة للنوم في مجموعة متنوعة من الأماكن المختلفة؛ وذلك لتضمن لطلاب السنة الأولى من بقاء أماكن سكنية لهم في الجامعة، وذلك في حالة قيام الطلاب باختيار «جامعة ليدز بيكيت» كـ خِيَارٍ أول.

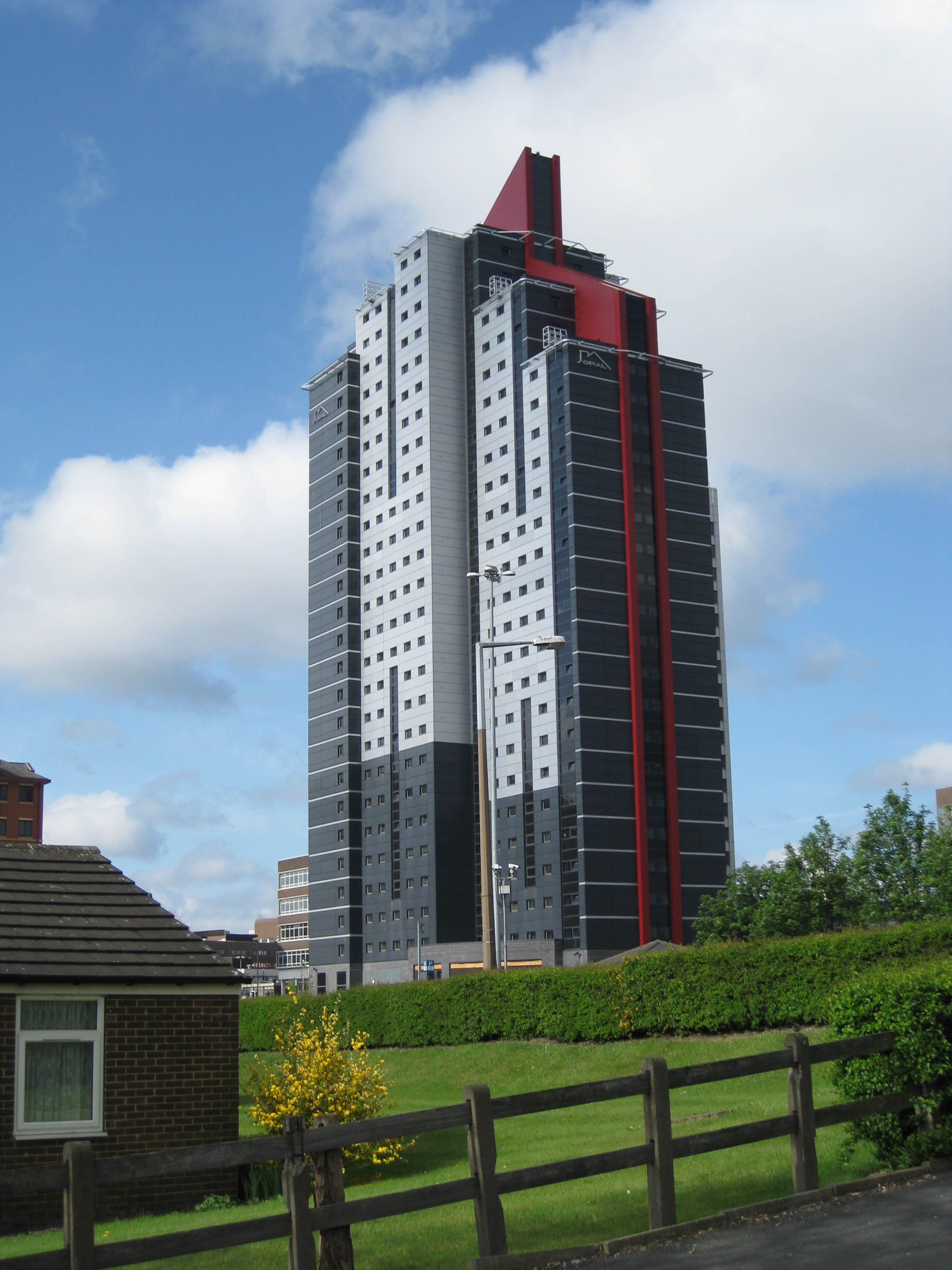
تستخدم "جامعة ليدز بيكيت" برج «أوبال 3» الواقع في وسط مدينة ليدز كمساكن للطَلَبة، وذلك بالتشارك مع "جامعة ليدز"

لقد تم بناء مجمع «كارنيجي فيليدج» مؤخرًا في سبتمبر / أيلول 2010، ويوفر المجمع شقق ومساكن في حرم هيدنجلي الجامعي بالمعايير سلبية الاستهلاك. تعد أكبر قاعة متواجدة بالجامعة هي «كيركستال بروري» الواقعة على مقربة من طريق «برود لين»، ويمكن أن تتسع القاعة لأكثر من 1,000 طالبًا، وتقع على بعد 3 كيلومتر (2 ميل) من «حرم هيدنجلي الجامعي». بينما يعد ثاني أكبر مبنى سكني في الجامعة، هو «شوجارويل كورت» الواقع بضاحية «مينوود»، ويبعد بمسافة 2.4 كيلومتر (1.5 ميل) عن «حرم المدينة الجامعي»، ويمكن أن يتسع لـ 388 طالبًا. 
يعد كلا برجي «مارسدن هاوس» (أوبال 1 سابقًا) و «ليدز ستيودنت فيليدج» (أوبال 2 سابقًا) من أكثر المباني السكنية شهرًا، ويقعان بجوار بعضهما البعض في بيرلي [الإنجليزية] بالقرب من "ذا ليدز ستوديوز [الإنجليزية]" ويبعدان بمسافة 1.3 كيلومتر (0.81 ميل) عن «حرم المدينة الجامعي». كانت تخضع تلك الأصول العقارية في السابق لشركة «مجموعة أوبال العقارية [الإنجليزية]»، ولكنها تقع الآن تحت سيطرة «شركة جريستار العقارية». 
تختلف أنواع الإقامات السكنية التي لا تملكها الجامعة، فعلى شمال المدينة يوجد العديد من المناطق التي تُعد بصفة أساسية مبانٍ منخفض الارتفاع، وفي الغالب كانت ذات استخدام صناعي ومن ثم تحولت لأماكن إقامة سكنية. وبسبب النمو المتزايد لعدد المواقع المتواجدة حول مركز المدينة؛ أدى ذلك لقيام الجامعة ببناء عدّة مجمعات جديدة عالية الارتفاع، ومن ضمن تلك المجمعات يوجد:- برج «CLV Leeds» (المعروف سابقًا باسم "أوبال 3 [الإنجليزية]")، وكلا برجي «سكاي بلازا [الإنجليزية]» و «برودكاستنج تاور».

## التنظيم والإدارة
انضم «بيتر سلي» إلى الجامعة كنائب للمستشار في سبتمبر / أيلول 2015، خلفًا لـ «سوزان برايس»، التي شغلت المنصب منذ يناير / كانون الثاني 2010.
أما نواب المستشارين الحاليين فهم بول سميث (التنمية الاستراتيجية)، وأندرو سليد (الأبحاث والمشروعات)، وفيل كارديو (الدراسات الأكاديمية).

### الكليات
الأقسام التي تتألف منها الجامعة:
- الفنون والتصميم والعمارة
- الهندسة وعلوم البيئة الحضارية
- إدارة الأعمال
- العلوم التطبيقية والإِكلينيكية
- الحوسبة والهندسة والابتكارات التقنية
- الدراسات الثقافية والإنسانية
- التربية
- إدارة الفعاليات والسياحة والضيافة
- الفنون السينمائية والموسيقية والمسرحية
- الدراسات الصحية والمجتمعية
- القانون
- كلية اللغات
- العلوم الاجتماعية
- العلوم الرياضية

### كلية القانون
تقدم «كلية ليدز للقانون» دورات دراسية في القانون بالمرحلة الجامعية وما بعد الجامعية، كما تقدم دورات في مجال القانون المهني، فضلًا عن وجود «وحدة للبحوث القانونية». تشتمل دورات ما بعد التخرج في المجال القانوني على «دورة المزاولة القانونية» (LPC)، و «دورة التحويل» (بالإنجليزية: conversion course)‏، ودبلوم الدراسات العليا في القانون. بينما تقوم الدورات الدراسية في مرحلة التعليم الجامعي بتقديم شهادة الليسانس (الفخرية) في القانون. عميد الكلية الآن هو «ديفيرال كابس»، الذي انضم للجامعة في فبراير / شباط 2015.
يقع مقر «كلية ليدز للقانون» في شارع بورتلاند (53°47′48″N 1°32′55″W / 53.7968°N 1.5487°W)، بـ وسط المدينة. ويضم المقر العديد من الأماكن مثل: قاعة المحكمة الصورية (مختصة بتدريب الطلاب)، وجناح لمؤسسة «هايدرا فاونديشن»، ومساحات مخصصة للدراسة، وغرفة وسائل الدراسات العليا.

## سجل الجامعة
كما هو الحال مع العديد من المؤسسات التعليمية في المملكة المتحدة والعالم، تحتفظ الجامعة ببعض المستودعات أو السجلات يمكن لأي مستخدم الوصول إليها، ومن ضمنها مستودع يحتوي على أرشيفًا للأبحاث ذات وصولٍ حر، ومستودع OER: مخزن للمصادر التعليمية قابلة للوصول تم إنتاجها في جامعة ليدز بيكيت، والمتاحة أمام أي شخص لأعادة استخدامها بشكلٍ مجاني تحت رخصة المشاع الإبداعي (التي تُلزِم نسب العمل إلى مؤلفه الأصلي 2.0).

## الشهرة والتصنيف
حازت الجامعة في نوفمبر / تشرين الثاني 2006 على جائزة «المساهمة البارزة في المجتمع المحلي» في حفلٍ سنوي مختص بتوزيع الجوائز في مجالات التعليم العالي، قامت «مجلة التايمز للتعليم العالي» باستضافته. كما احتلت الجامعة المركز الثاني في فئة «أفضل جامعة بالعام»، التي فازت بها جامعة نوتنغهام. وتمت الإشادة بالجامعة في هذه الفئة على استراتيجيتها القائمة على «أقل تكلفة مع إحدَاث تأثير كبير».
تم تكريم الجامعة في يونيو / حزيران 2007 على موقفها الصديق للبيئة، من خلال إعطائها المركز الأول في تصنيف "Green League 2007" للتنمية المستدامة في قطاع التعليم العالي بالمملكة المتحدة من قِبل منظمة «بيبول أند بلانيت». 
وبحلول يونيو / حزيران 2013، أصبحت جامعة ليدز بيكيت ثالث جامعة في المملكة المتحدة تحقق معيار الجودة في خدمة العملاء، وهو معيار حكومي تقوم الدولة بمنحه لهيئات القطاع العام التي تبدي التزامًا واضحًا لدفع التغيير الذي يركز على معاملة العملاء داخل مؤسستهم.
حصلت الجامعة في عام 2013 على معيار "Gold Investors in People"، وهي واحدة من المؤسسات التعليمية القليلة التي تستطيع فعل ذلك.
قامت جمعية «Stonewall» المُناصرة لحقوق المثليين في يناير / كانون الثاني 2015، بإدراج جامعة ليدز بيكيت داخل قائمة «مرافق العمل المثالية في معاملة المثليين»، واحتلت الجامعة حينها المركز 51 بالقائمة.

## شراكات الجامعة
أقدمت الجامعة على القيام بالعديد من الشراكات الرياضية والثقافية، في كل من المملكة المتحدة وخارجها. 
وقد بدأ "سايمون لي [الإنجليزية]" برنامج من الشراكات مثيرًا للجدل مع جهات خارجية أثناء عمله كنائب لمستشار الجامعة، وقد وُصِفت تلك الفترة بـ"rubbing shoulders"، وذلك بعد أن قامت الجامعة بالاستحواذ على حصة نادي «ليدز تايكس لرياضة الرغبي»، وأعادت تسميته إلى نادي «ليدز كارنيجي [الإنجليزية]». وتتابعه إعلان النادي عن توقيعه مع "ويسيل سيريفي [الإنجليزية]"، بعد أن قامت الجامعة بالدفع له للقيام بأعمالٍ أخرى في الجامعة. وقد قررت الجامعة في نيسان / أبريل 2009 الاستغناء عن حصتها في النادي وبيعها.
أنفقت الجامعة مبالغ كبيرة على شراكات أخرى، منها 423,000 جنيهًا إسترليني على مسرح الباليه الشمالي [الإنجليزية] و 283,000 جنيه إسترليني على إتحاد كرة القدم الأيرلندي. 
قامت «وكالة ضمان جودة التعليم العالي [الإنجليزية] (QAA)» في أبريل / نيسان 2014 بالتصديق على جودة الخدامات والمعايير التي تقدمها جامعة ليدز بيكيت. وقد أعطت الوكالة في أكتوبر / تشرين الأول 2009، درجة «الثقة المحدودة» للجامعة، نظرًا لتخوفها بشأن المحافظة على المعايير الأكاديمية. قدم «سايمون لي» استقالته في عام 2009، بعد أن خلّف ورائه سلسلة من الجدل والخلافات حول إستراتيجية الرسوم التي وضعتها الجامعة، وظهور مزاعم متعلقة بالتنمر والسفر لزوجته في الخارج على حساب الجامعة، كما قدم المستشار «براندان فوستر» استقالته بعد أقل من شهر. وشكلت الخلافات التي أدت إلى هذه الاستقالات جزءًا من حلقة 29 يوليو / تَمُّوز 2010 من البرنامج الوثائقي "Face the Facts" المذاع عبر قناة «بي بي سي راديو 4».

### الشراكات الرياضية
- أندية ليدز لرياضة الرغبي — ليدز كارنيجي [الإنجليزية] وليدز راينو [الإنجليزية]
- نادي مقاطعة يوركشاير للكريكيت [الإنجليزية]
- أصبحت الجامعة في يناير (كانون الثاني) 2007 الراعي الرئيسي لـ «كأس كارنيجي للتحدي»، وهو الكأس الرئيسي لبطولة دوري الرغبي، وكانت تلك هي أول شراكة تجمع بين جامعة و جهة رياضية تابعة للحكومة الإنجليزية.[47]
- وفي شهر مايو (أيَّار) من نفس العام، قامت الجامعة بشراء حصة قدرها 51% من نادي «ليدز تايكس»، وقامت بعدها بتغير اسم النادي إلى «ليدز كارنيجي» ليتلاءَم مع اسم «كلية كارنيجي».[48] وقامت الجامعة لاحقًا بالتخلي عن حصتها في النادي.[49]
- كما قامت الجامعة أيضًا برعاية آخر ثلاث مباريات من بطولة الرغبي الدولية، التي تجمع بين الفائز بكأس السوبر ليغ والفائز بلقب الدوري الأسترالي لرياضة الرغبي [الإنجليزية]، والتي تصادفت مع فوز الفريق الأوروبي بكلٍ منها.
- كان "ليدز كارنيجي [الإنجليزية]" اسمًا تجاريًا تستخدمه العديد من الفرق الرياضية المرتبطة بكلية كارنيجي للتربية البدنية، والتي أصبحت الآن جزءًا من جامعة ليدز بيكيت.

### الشراكات الثقافية
- متحف الأسلحة الملكية [الإنجليزية]
- مسرح ليدز [الإنجليزية]

## اتحاد الطلاب
«اتحاد طلاب ليدز بيكيت» هو الجهة التي المنوطة بتمثيل الطلاب، وتنتسب تلك الجهة للاتحاد الوطني للطلاب [الإنجليزية]. تم التصويت للحزب في عام 2012 باعتباره ثاني أفضل حزب في مدينة ليدز والـ 39 على المستوى الوطني، وفي عام 2016، تم التصويت له ليصبح السادس على مستوى الدولة. يوفر اتحاد الطلبة الواقع بداخل «حرم المدينة الجامعي» خدمة لتقديم المشورة للطلاب، وحانة تسمى "The City Bar"، التي تحتوي على صالتين للموسيقى الحية، وتسمى كلٍ منهما بـ "The stage" و"Stage 2"، ويحتوي «حرم هيدنجلي الجامعي» على حانة أيضًا تسمى "The Hive". 

## الاتحاد الرياضي
ينفصل الاتحاد الرياضي عن اتحاد الطلاب ولكنه لا يزال يحتفظ بروابط تاريخة وثيقة ويشغل ثلاثة مقاعد في مجلس الطلبة. تتميز جامعة ليدز بيكيت بالاِنتظام الجيد في المجالات الجامعية المتعلقة بالرياضة في المملكة المتحدة، وتثبت المبارايات الرياضية المقامة بين جامعتي ليدز بيكيت وجامعة ليدز أنها تتمتع بالكثير من الشعبية والتنافسية العالية عامًا وراء عام.[بحاجة لمصدر]

## شخصيات بارزة لها علاقة بالجامعة

### مستشاري الجامعة
- ليزلي سيلفر (1999-2005)
- براندان فوستر (2005-2009)
- السير بوب موراي (2012–) [51]

### نواب مستشاري الجامعة
- كريستوفر برايس (1986-1994)[52] مديرًا للجامعة تحت مسمى «ليدز بوليتكنيك» من عام 1986 إلى عام 1992
- ليزلي فاغنر (1994-2003)[53]
- سايمون لي (2003–2009)
- جيف هيتشنز (2009-2009) الرئيس التنفيذي ونائب المستشار بالإنابة
- سوزان برايس (2010-2015)
- بيتر سلي (2015 إلى الوقت الحاضر) [54]

### أشهر خريجي الجامعة
- مارك ألموند – مغني وكاتب للاغاني وعازف موسيقى
- ديفيد بال – عازف موسيقى
- أليستير براونلي – لاعب ترياثلون
- ريتشارد باك – عدّاء
- كولين بورغون – سياسي
- إميلي كامبل – رافعة أثقال
- بيتر كاتانيو – مخرج أفلام
- كريستيان فريزر – صحفي في الـ بي بي سي
- جرين جارتسايد – عازف موسيقى
- جيل جيبون – فنان[55]
- سيمون جراي – رجل أعمال[56]
- أوستين هيلي – لاعب اتحاد الرغبي
- محمد صديق خان، الإرهابي الذي قاد تفجيرات لندن في 7 يوليو / تموز 2005[57]
- لوسي برونز – لاعبة كرة قدم
- بول هيكنبوتوم – لاعب كرة قدم ومدرب[58][59][60]
- ستيوارت لانكستر – مدرب سابق لمنتخب إنجلترا في رياضة الرغبي
- كيم ليدبيتر – سياسية ونائبة العمال الحالية للدائرة الانتخابية «باتلي وسبين» منذ عام 2007.
- جيمس ماشون – متزلج
- أندي مكدونالد – سياسي
- كارول مكنيكول – خزافة
- ستيريو مايك – فنان هيب هوب
- ستاس باراسكوس – فنان
- إريك بيكلز – سياسي
- جون بولسون – مصمم معماري
- سام كويك – لاعبة هوكي سابقة في منتخب بريطانيا العظمى لهوكي الحقل للسيدات
- أليكس يي – لاعب ترياثلون لمنتخب بريطانيا العظمى في الترياثلون
- جورجيا تايلور براون – لاعبة ترياثلون لمنتخب بريطانيا العظمى في الترياثلون
- ألكسندر سكارسجارد – ممثل[61]
- كيفن سينفيلد – لاعب رغبي
- ديفيد ستون – راكب دراجات بارالمبي
- بن ثالر – حكم رغبي
- فرانك توفي – عازف موسيقى
- أندرو وايت – عازف قيثارة في فرقة كايسر تشيفس
- فيل ويليس – سياسي
- ريكي ويلسون – مغني في فرقة كايسر تشيفس[62]
- ريتشارد هوسون – الرئيس التنفيذي السابق لشركة «كاريليون» 2012-2017